# مارکوس فرناندو نانگ
مارکوس فرناندو نانگ (به پرتغالی: Marcos Fernando Nang) مهاجم اهل برزیل است که در شهر برزیل و در تاریخ ۱۶ مارس ۱۹۶۹ به دنیا آمده‌است.
مارکوس فرناندو نانگ در تیم‌های فوتبال باشگاه فوتبال شیمیزو اس-پالس سابقهٔ حضور دارد.